# Gibocercus beni
Gibocercus beni är en insektsart som beskrevs av Szumik 1998. Gibocercus beni ingår i släktet Gibocercus och familjen Archembiidae. Inga underarter finns listade i Catalogue of Life.